# Presa Huapango
Presa Huapango är en reservoar i Mexiko. Presa Huapango är belägen i delstaten Mexiko och i kommunerna Acambay de Ruíz Castañeda, Aculco, Jilotepec, Polotitlán och Timilpan. Själva dammbyggnaden tillhör Timilpan. Vattenmagasinet täcker 47 000 hektar.

## Fauna
I sjön lever bland annat bagre, karp, öringabborre och regnbåge, utplanterad av kommunen.